# 애기풀
애기풀은 콩목 원지과에 속하는 여러해살이풀이다. 한반도 산지의 양지바른 곳에서 자라고 반관목의 성질을 띠기도 하며 높이는 10-20cm 정도이며 학명은 Polygala japonica이다.

## 생태
주로 산지에서 자라며, 한반도 각지에 분포하고 있다. 뿌리는 가늘고 단단하며, 높이는 20cm가량이다. 잎은 달걀 모양 또는 긴 타원형으로 어긋나며 매우 짧은 잎자루를 가지고 있다. 5월 무렵 자색 꽃이 잎겨드랑이에 총상 화서를 이루면서 달린다. 열매는 삭과로, 평평하며 가장자리에 날개를 가지고 있다.

## 쓰임새
잎·줄기와 뿌리 말린 것을 원지라고 하여 약용한다.

## 이름
일본이름에서 유래된 이름으로 작고 귀엽다는 뜻이다.

## 사진

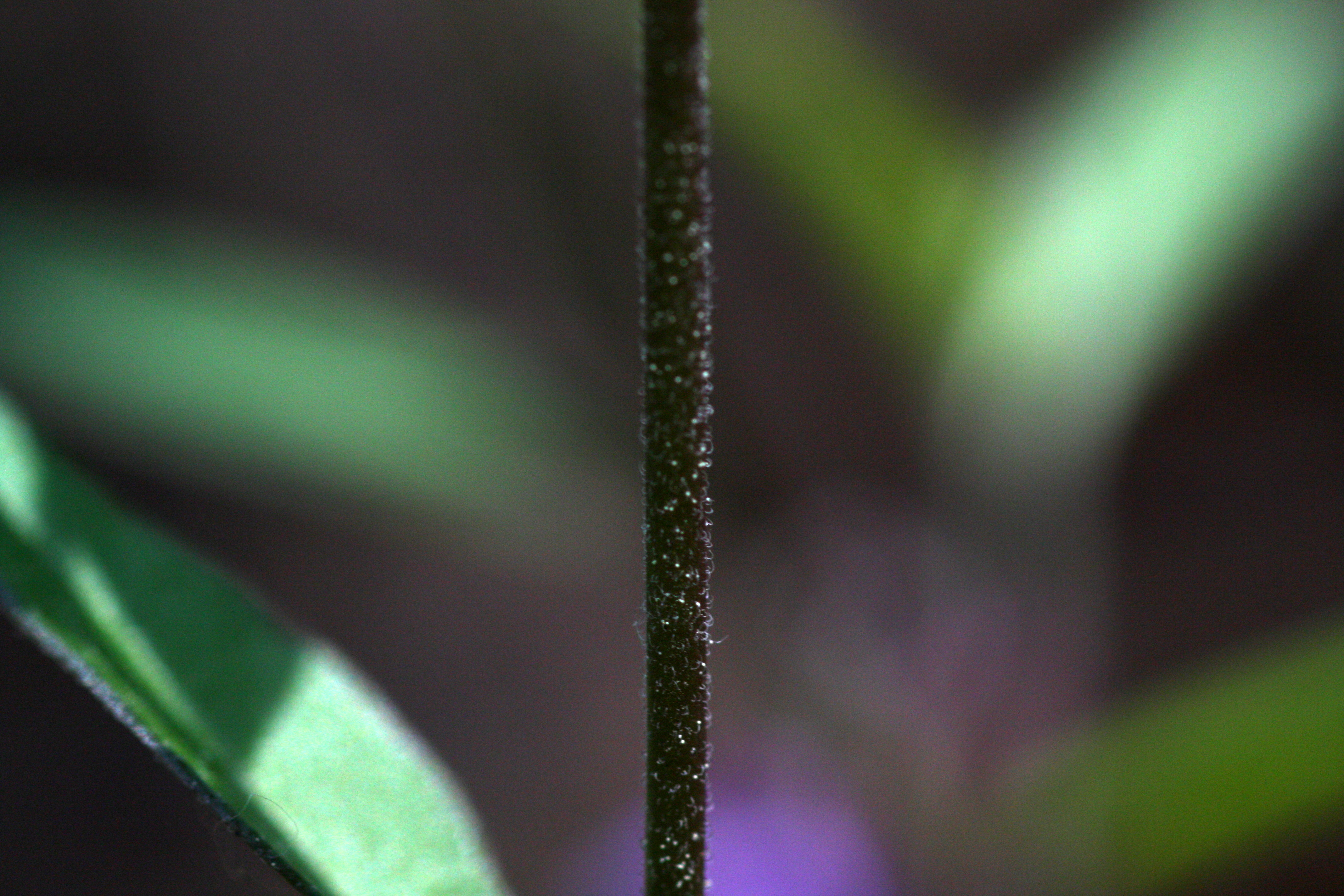
줄기
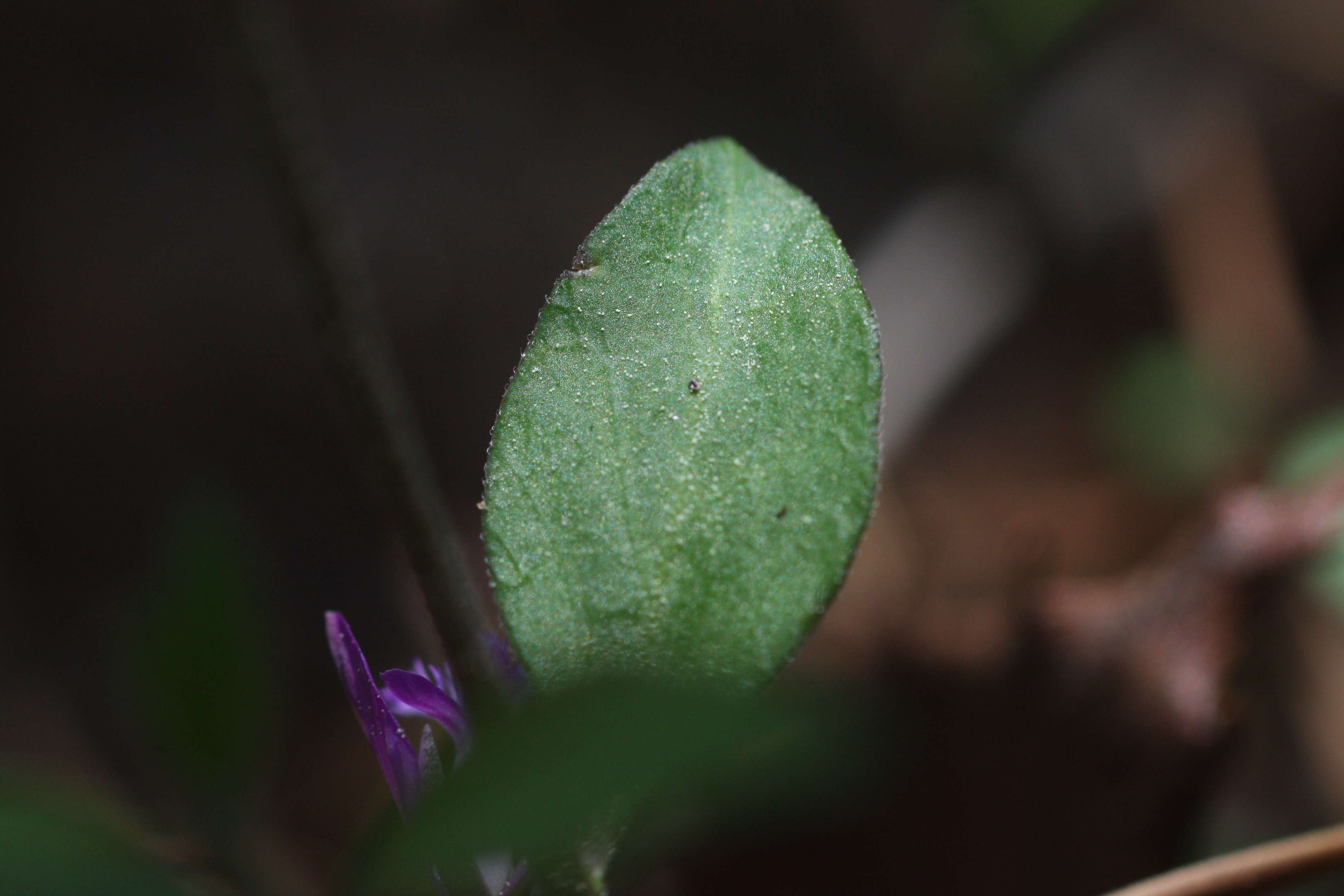
잎
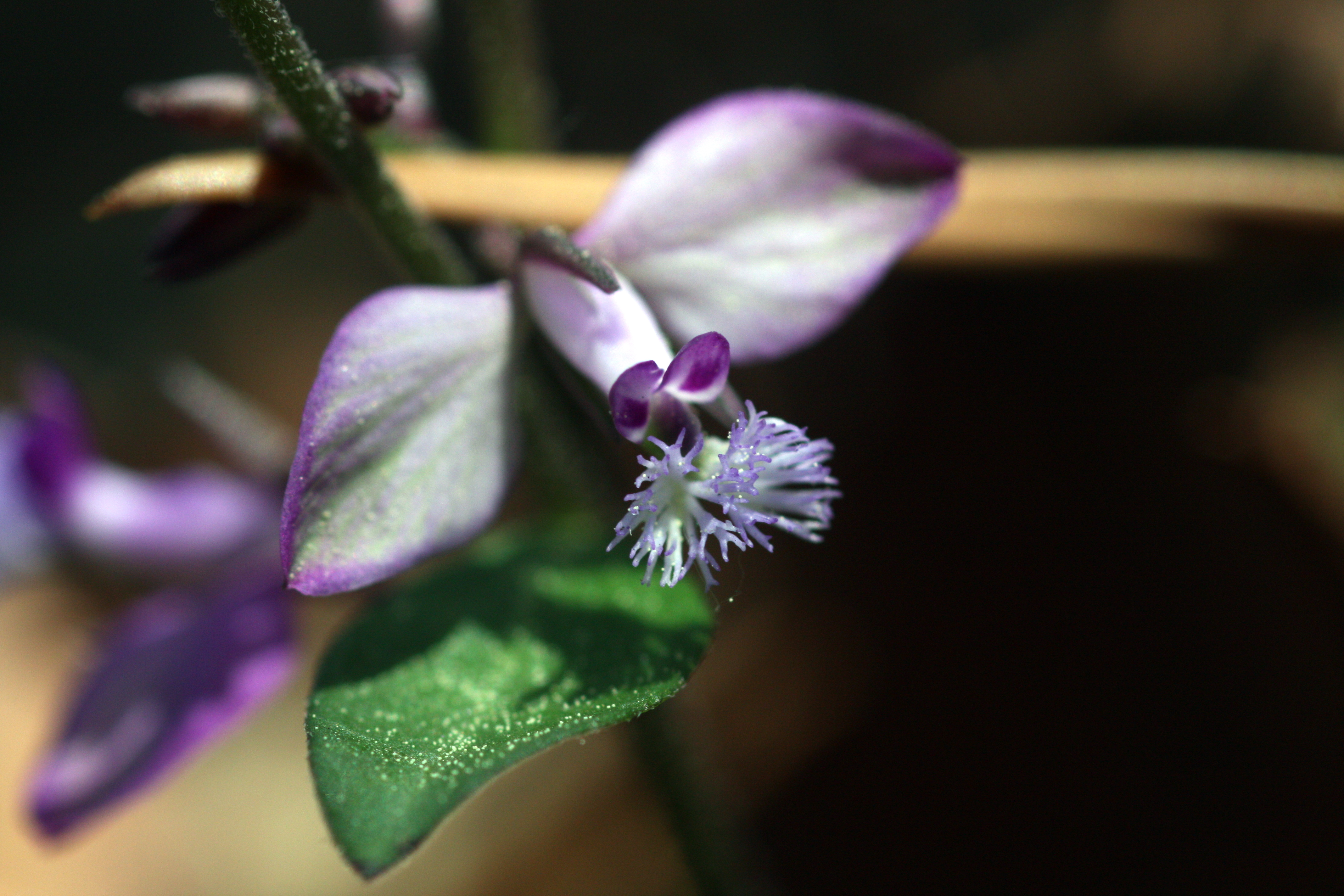
꽃